# Amtsgericht Artern
Das Amtsgericht Artern war ein Gericht der ordentlichen Gerichtsbarkeit in Artern.

## Geschichte
Von 1849 bis 1879 bestand in Artern die Gerichtskommission Artern des Kreisgerichtes Sangerhausen. Im Rahmen der Reichsjustizgesetze wurden reichsweit einheitlich Oberlandes-, Land- und Amtsgerichte gebildet. Das königlich preußische Amtsgericht Artern wurde mit Wirkung zum 1. Oktober 1879 als eines von 14 Amtsgerichten im Bezirk des Landgerichtes Nordhausen im Bezirk des Oberlandesgerichtes Naumburg gebildet. Der Sitz des Gerichts war die Stadt Artern. Sein Gerichtsbezirk umfasste aus dem Landkreis Eckartsberga aus dem Amtsbezirk Reinsdorf die Gemeindebezirke Brettleben und Reinsdorf und die Gutsbezirke Brettleben, Reinsdorf I, II, III und aus dem Amtsbezirk Donndorf der Gemeindebezirk und Gutsbezirk Nausitz. Hinzu kamen aus dem Landkreis Sangerhausen der Stadtbezirk Artern und die Amtsbezirke Artern Gehofen und Voigtstedt. Am Gericht bestand 1880 eine Richterstellen. Das Amtsgericht war damit ein kleines Amtsgericht im Landgerichtsbezirk.
Nach dem Zweiten Weltkrieg wurde das Amtsgericht Artern dem Landgericht Halle zugeordnet. In der DDR wurden 1952 die Amtsgerichte aufgehoben und einheitlich Kreisgerichte gebildet. Artern kam zum  Kreis Artern, entsprechend entstand das Kreisgericht Artern im Bezirk des Bezirksgerichtes Halle. Mit dem Thüringer Gerichtsstandortgesetz wurden 1993 die Kreisgerichte aufgehoben und wieder Amtsgerichte geschaffen. Das Amtsgericht Artern wurde dabei dem Landgericht Erfurt zugeordnet. Das Amtsgericht Artern wurde am 1. April 2006 aufgehoben. Für eine Übergangsfrist bestand in Artern eine Zweigstelle des Amtsgerichtes Sondershausen. Diese wurde am 15. Oktober 2007 aufgelöst.